# ジ エロス
ジ エロス（the EROS）は、日本・名古屋にて活動を開始したジャズ・トリオ。 後藤浩二，岡田勉，江藤良人の三人でスタートしたが、2013年に岡田勉が他界。その後、加藤雅史の加入により活動は続いている。

## バンド名の由来
活動を開始した名古屋のライブハウスjazz inn LOVELYにて、当時の店長により命名された。

## メンバー
- 後藤浩二（1973年1月23日 - ）（ピアノ）
- 加藤雅史（1955年3月3日 - ）（ベース）
- 江藤良人（1973年4月14日 - ）（ドラム）
- 岡田勉（1948年12月23日 - 2013年10月2日）（ベース）

## ディスコグラフィ
- クワイエットスリル - Quiet Thrill （2010年）
- ウォームフィーリングス - Warm Feelings （2019年）